# Sal Butera
Salvatore Philip Butera (né le 25 septembre 1952 à Richmond Hill, New York, États-Unis) est un ancien joueur de troisième but des Ligues majeures de baseball, actif de 1980 à 1988.
Depuis 2014, il fait partie du personnel d'instructeurs des Blue Jays de Toronto, où il supervise le travail des receveurs ainsi que tout ce qui concerne le système d'arbitrage vidéo.
Il est le père du joueur de baseball professionnel Drew Butera.

## Carrière
Sal Butera fait ses débuts dans le baseball majeur avec les Twins du Minnesota le 10 avril 1980 et joue deux ans pour ce club avant d'être échangé aux Tigers de Détroit, pour qui il dispute 4 matchs en 1983. Il rejoint les Expos de Montréal, jouant 3 matchs pour eux en 1984 et 67 parties, son plus haut total en une année, en 1985. Le 19 décembre 1985, les Expos l'échangent, avec le lanceur partant Bill Gullickson, aux Reds de Cincinnati contre les lanceurs droitiers Andy McGaffigan, Jay Tibbs et John Stuper et le receveur Dann Bilardello. Après avoir débuté en 1987 une seconde saison chez les Reds, Butera est rapatrié par les Twins, avec qui il savoure la conquête de la Série mondiale 1987. Il obtient deux coups sûrs en 3 passages au bâton dans la Série de championnat de la Ligue américaine entre les Twins et les Tigers, et apparaît en défensive dans un match de la finale gagnée sur Saint-Louis. Il joue sa dernière saison en 1988 chez les Blue Jays de Toronto.
Receveur réserviste qui alterne entre les majeures et les ligues mineures, Sal Butera a disputé 359 matchs au plus haut niveau en 9 saisons et a maintenu une moyenne au bâton de ,227. Il compte 182 coups sûrs, 8 circuits, 76 points produits et 63 points marqués.
Après sa carrière de joueur, Sal Butera est gérant de clubs de ligues mineures affiliés aux Astros de Houston de 1990 à 1994, et aux Twins du Minnesota en 1995. En février 1996, il devient dépisteur pour les Blue Jays de Toronto et assume ces fonctions jusqu'en 2003, à l'exception de la saison 1998 où il est instructeur au troisième but pour les Jays au début de la saison 2001. En octobre 2005, Butera devient l'assistant du directeur-gérant des Blue Jays, J. P. Ricciardi. À la fin 2009, lorsque Alex Anthopoulos est engagé pour remplacer Ricciardi, Butera retourne dans ses fonctions de dépisteur.
En 2014, les Blue Jays le nomment instructeur des receveurs de l'équipe mais aussi responsable de l'arbitrage vidéo, la Ligue majeure de baseball ayant mis en place un nouveau système pour la saison qui débute.